# Myristica castaneifolia
Myristica castaneifolia är en tvåhjärtbladig växtart som beskrevs av Asa Gray. Myristica castaneifolia ingår i släktet Myristica och familjen Myristicaceae. Inga underarter finns listade i Catalogue of Life.